# Le Dompteur de chevaux
Le Dompteur de chevaux, aussi appelé Le Meneur de coursiers, est une sculpture par Thomas Vinçotte, 1885.

## Situation et accès
À la suite du percement de l'avenue Émile De Mot et de la modification de la section de l'avenue Louise juste après le rond-point, la sculpture est déplacée vers 1910 à l'angle des avenues Émile De Mot et Émile Duray.

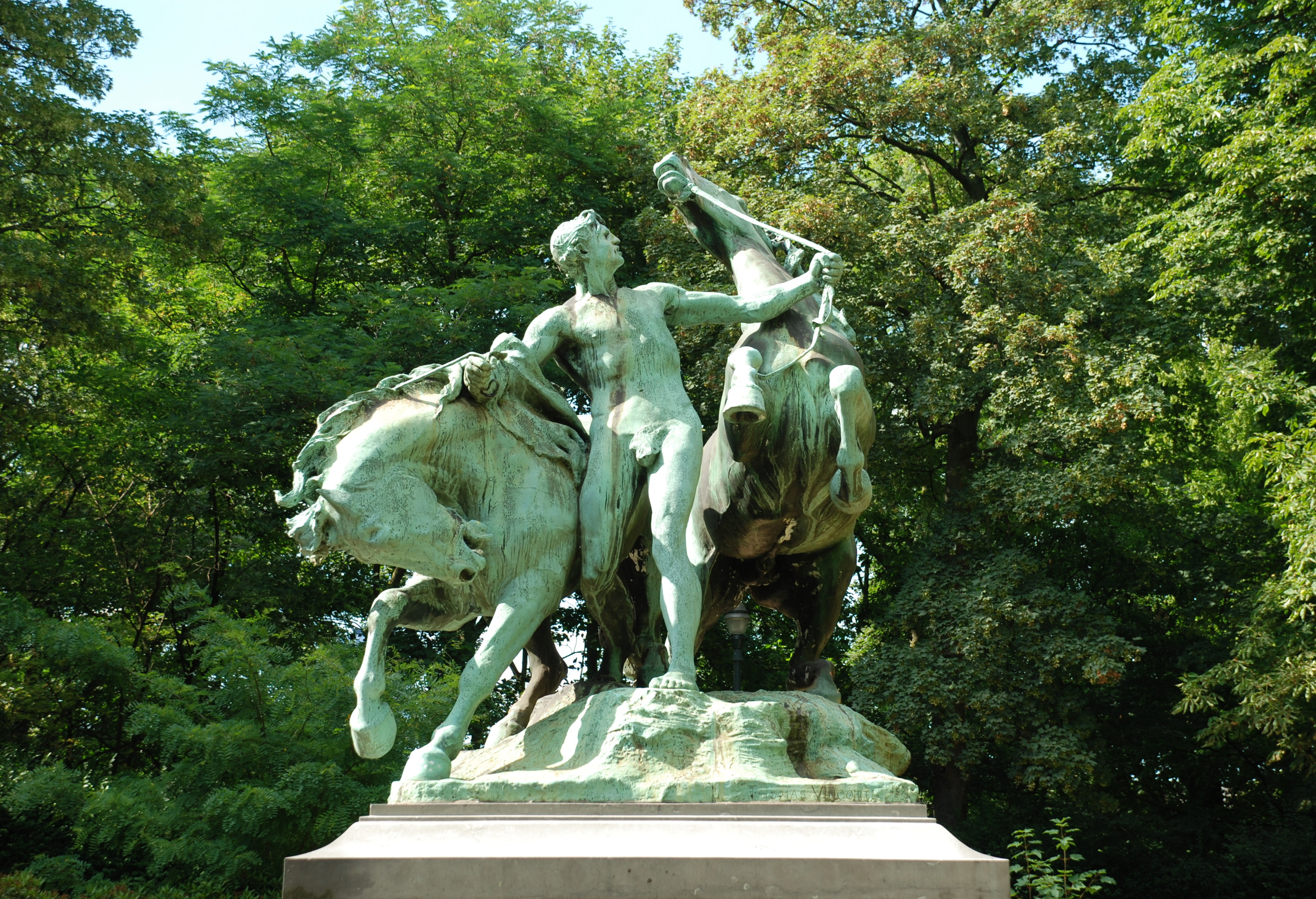
Le Dompteur de chevaux (1885).
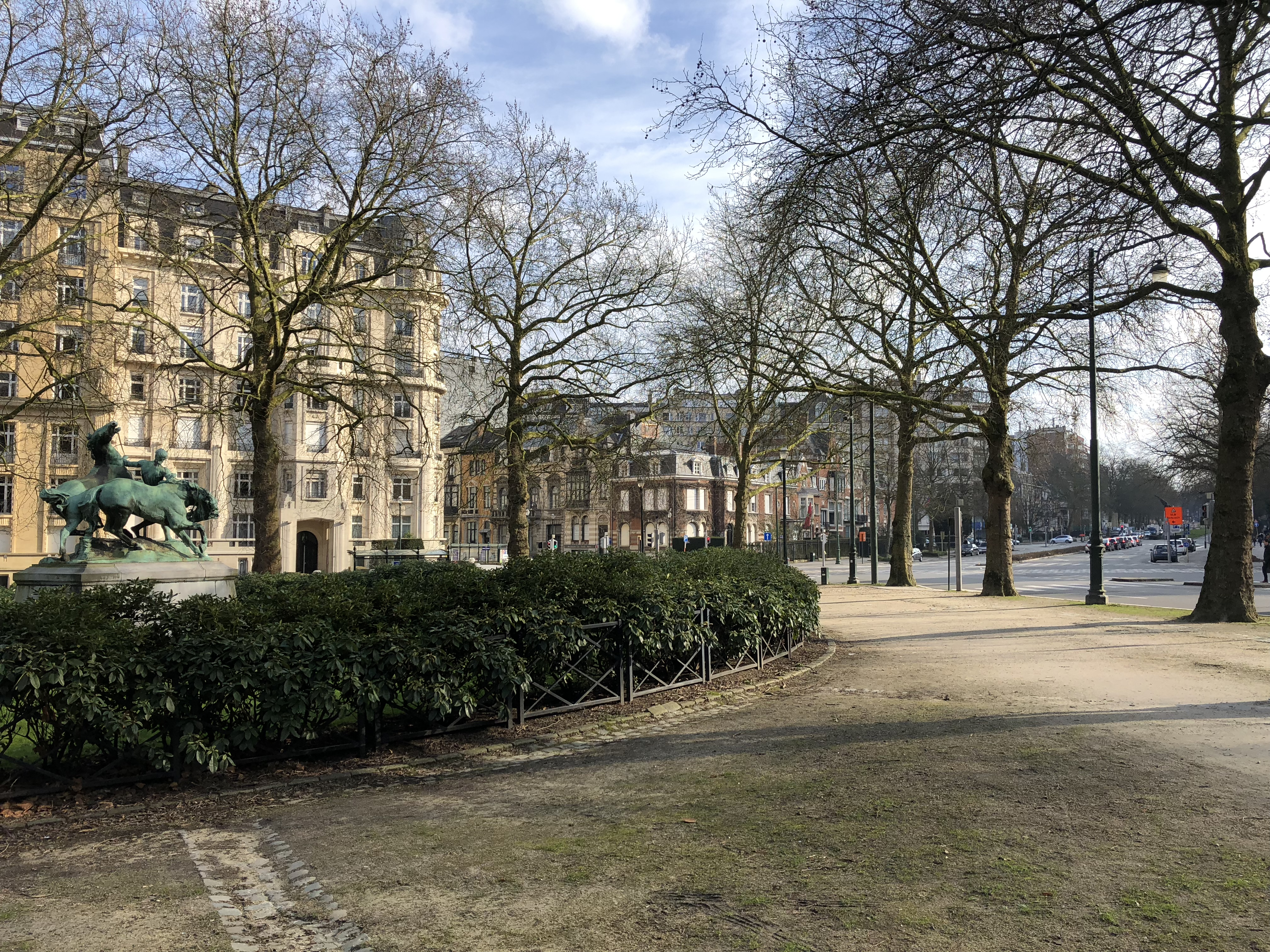
Vue du croisement de l'avenue Émile Duray à gauche, Émile De Mot à droite, boulevard de la Cambre et avenue Franklin Roosevelt en face.